# Лицей № 14 (Тамбов)
Муниципальное автономное общеобразовательное учреждение «Лицей № 14 имени Заслуженного учителя Российской Федерации А. М. Кузьмина» — общеобразовательное учебное заведение города Тамбова. Лицей известен не только в Тамбове, но и в Тамбовской области. Учащиеся лицея ежегодно побеждают в городских, областных, Всероссийских предметных олимпиадах. Неоднократно становились призёрами и победителями Международных олимпиад по физике и географии. В лицее обучается около тысячи учащихся, начальные классы отсутствуют.
C 2010 года в лицее расположена единственная в регионе нанотехнологическая лаборатория, оборудованная «наноэдьюкатором» — зондовым микроскопом.

## История лицея
Зимой 1987 года в школе № 29 были назначены выборы директора. Прежний директор слагал свои полномочия, и педагогический коллектив должен был выбрать нового. Кандидатур было две: Алексей Михайлович Кузьмин и Александр Иванович Мексичев. Алексей Михайлович выборы проиграл разницей в один голос, но через некоторое время получил возможность возглавить новую школу, набрать полностью новый педагогический коллектив.

### Создание лицея
В 1988 году на должность директора школы-новостройки был назначен Алексей Михайлович Кузьмин, преподаватель кафедры математики Тамбовского института химического машиностроения, сторонник классического математического российского образования. Именно он руководил строительством школы и набирал коллектив учителей и учеников в специализированные физико-математические классы школы-новостройки.
Школа начала работу 1 сентября 1989 года.
В школу № 14 пришли ученики с 1 по 11 класс. Но уже через год школа № 14 была преобразована в лицей (ТОФМЛ — Тамбовский областной физико-математический лицей) и начальная школа в лицее перестала существовать.

## Название лицея
Первоначально учебное заведение носило статус обыкновенной школы. В июне 1990 года была проведена реорганизация. Решением исполнительного комитета Тамбовского областного совета народных депутатов № 146 от 20.06.1990 года, 1 августа 1990 года лицей был создан и школа, получив статус лицея, приобрела название «Тамбовский областной физико-математический лицей» (ТОФМЛ), став впоследствии общеизвестной именно под этим именем. В апреле 2002 года лицей стал называться «Муниципальное общеобразовательное учреждение лицей № 14» (МОУ лицей № 14).
Летом 2011 года лицей стал называться «Муниципальное бюджетное общеобразовательное учреждение лицей № 14» (МБОУ лицей № 14). С 11 апреля 2012 года — «Муниципальное автономное общеобразовательное учреждение лицей № 14» (МАОУ лицей № 14). После смерти основателя лицея, А. М. Кузьмина (21.09.2010) коллектив лицея выступил с предложением о переименовании лицея. С сентября 2012 года лицей носит название «Муниципальное автономное общеобразовательное учреждение лицей № 14 имени Заслуженного учителя Российской Федерации А. М. Кузьмина», с сентября 2015 — Муниципальное автономное общеобразовательное учреждение «Лицей № 14 имени Заслуженного учителя Российской Федерации А. М. Кузьмина».

## Направления лицея
Сейчас в лицее проводится обучение по 7 различным направлениям:
- физико-математическое
- гуманитарное
- химико-биологическое
- информационно-технологическое
- социально-экономическое
- лингво-математическое
- эконом-математическое

Распределение учащихся по направлениям происходит в седьмом классе в соответствии с их предпочтениями и способностями. Два года (5 и 6 классы) даются учащимся и их родителям для объективной оценки интересов ребёнка.
Исторически сложилось так, что в параллели, как правило, 2 физико-математических класса, по одному: компьютерный, гуманитарный, химико-биологический, социально-экономический классы.
Как правило, каждый класс имеет ровно один профиль. Традиционно, классы с буквой А и Б — физмат классы (однако в последние годы Б классы относятся к лингво-математическому профилю), В — гуманитарные, Г — социально-экономические, Ж и Д — химико-биологические, К — информационно-технологические. Из этого правила существуют и исключения («гибридные» классы, где две подгруппы имеют разные направления и учебные планы).
Нередки случаи, когда в дальнейшем ученик показывал себя хорошо в непрофилирующем предмете (это может быть проявлено, например, в виде успехов в олимпиаде по предмету или повышенной заинтересованностью в предмете). В таком случае по желанию ученика и его родителей может быть произведен перевод в другой класс со сменой профиля.
В лицее уделяется внимание развитию креативного мышления.
24 ноября 2011 года для проведения урока физкультуры были приглашены футболисты тамбовской команды  "Спартак".

## Олимпиадное движение
В лицее интенсивно проводится подготовка учащихся к олимпиадам различного уровня по различным дисциплинам. Лицей уверенно занимает лидирующую позицию по количеству выигранных предметных олимпиад среди школ Тамбова и Тамбовской области. С 2005 года организуются выездные летние школы, большую часть учеников и учителей которых составляют представители лицея.

## Проведение и организация олимпиад

### Выездная физико-математическая олимпиада МФТИ
В лицее ежегодно проводится выездная физико-математическая олимпиада МФТИ. Проведение олимпиады, как правило, возлагается на выпускников лицея, обучающихся в МФТИ.

### Математические регаты
Ежегодно в лицее учениками 10-11-х классов проводятся математические регаты для учащихся 8-9-х классов. Традиционно каждая подгруппа физико-математических и компьютерных классов формирует самостоятельную команду из 4 человек для участия в регате. Проведением регаты занимаются старшеклассники, которые, как правило, являются сильнейшими математиками в своей параллели. Задачи к регате подбирают учителя лицея, они же наблюдают за проведением регаты, не вмешиваясь в её ход. Нередки случаи, когда победа или призерство какой-либо команды определяется одним её участником, который способен быстро решать большое количество задач.

### Математические бои
В лицее проводятся математические бои между учащимися 10-х и 11-х классов. В команду от параллели входит по 6 человек. Интересно, что одиннадцатиклассники, несмотря на свой опыт, возраст, знания и физподготовку, зачастую не имеют сколь-либо весомого преимущества над десятиклассниками. В последние годы зародилась традиция проводить математические бои и в 7-8 классах.

## Участие в олимпиадах

### Предметные олимпиады
Учащиеся лицея ежегодно становятся призёрами олимпиад различного уровня, в том числе: лицейского, городского, областного, окружного (отменен с 2008—2009 учебного года), всероссийского. Не столь редки, как может показаться на первый взгляд, случаи побед и призерства на международных олимпиадах.
25 апреля 2010 года 10-классник Никита Сопенко стал победителем XLIV Всероссийской олимпиады по физике
Виктор Абызов был победителем Всероссийских олимпиад по географии 1999, 2000 гг., призёр 2001 г., а также призёром международной олимпиады по географии в Торонто 1999 г.. Степан Пышкин (Земцов) был победителем Всероссийских олимпиад по географии 2003, 2004 и 2005 гг., а также участником международных олимпиад в 2003 и 2004 гг.

### Конкурс имени А. П. Савина
В 2009 году лицей выставил команду на математический турнир имени А. П. Савина. Команда состояла из учащихся 7-8 классов и заняла 2 место в лиге 8 классов. Участники из Тамбова успешно выступили также и в личном первенстве.

### Международный математический конкурс Кенгуру
Учащиеся лицея в последние годы часто занимают высокие места в рейтинге конкурса по области.

## Педагогический коллектив
В начале своего существования лицей активно привлекал многих преподавателей из других школ и институтов. Ныне учительский состав лицея является сильнейшим в Тамбовской области — это 3 заслуженных учителя РФ, 8 Соросовских учителей; 51 работник лицея имеет высшую категорию.

### Администрация
Заслуженный учитель РФ Алексей Михайлович Кузьмин (математик, окончил механико-математический факультет МГУ), основав лицей в 1989 году, являлся его бессменным директором до момента своей смерти 21 сентября 2010 года. В начале ноября 2010 года директором лицея был назначен Заслуженный учитель РФ Геннадий Рувимович Любич, который ранее был заведующим кафедрой информатики.

## Экзамены

### Экзамены в лицее
Практически на всем протяжении обучения в лицее учащиеся сталкиваются с необходимостью сдачи экзаменов.

### Вступительные экзамены
Основной набор учащихся лицей осуществляет в 5-е и 7-е классы. Всякого желающего приобщиться к престижному званию «лицеист» ожидают вступительные экзамены.
Пятым классам нужно сдавать математику, русский язык и логику.
Седьмым классам нужно решить, на какое отделение пойти (физико-математическое, информационно-технологическое, химико-биологическое, гуманитарное, социально-экономическое). В информационно-технологическом нужно сдавать математику, физико-математическом — математику, химико-биологическом — математику и биологию, гуманитарном — английский и русский языки, социально-экономическом — математику и историю.

### Сессии
Начиная с 7 класса каждую зиму и лето перед каникулами лицеисты сдают различные экзамены. Обычно сдается 2-3 экзамена за сессию. Сдаваемые предметы напрямую соотносятся с профилем класса.

## Сдача ЕГЭ в 2008 году
Лицеисты традиционно показывают высокий результат сдачи ЕГЭ. Так, в 2008 году ни один лицеист не получил на ЕГЭ неудовлетворительную оценку. Были получены 100-бальные результаты по информатике (Батыгова Лейла) и русскому языку (Минаев Александр).

### Математика
Были показаны лучшие в Тамбовской области результаты по математике, а лидирующими преподавателями области стали Чумичева Ольга Викторовна (удостоена почетного звания «Народный учитель Российской Федерации»), Неверовская Светлана Владимировна, Козадаев Виктор Сергеевич, Четвертнова Татьяна Васильевна — преподаватели лицея. Бурмистров Михаил, единственный в 2008 году 100-бальник по математике в Тамбовской области, являлся учеником лицея с 2001 года.

## Материальная база лицея

### Здание лицея
Лицей расположен в четырёхэтажном здании в северной части города, в Октябрьском районе.

### Компьютерное оснащение
В настоящий момент в лицее есть 6 специализированных компьютерных классов. Также большое количество классов оснащены компьютерами учителей, частично с применением медиапроекторов.

### Наноэдьюкатор
В лицее расположена единственная в регионе нанотехнологическая лаборатория стоимостью более трёх миллионов рублей, содержащая «наноэдьюкатор» — сканирующий микроскоп и компьютер.
Учебный класс, оборудованный наноэдьюкатором — зондовым микроскопом, позволяет школьникам заглянуть в известный только ученым мир нанотехнологий. Все, что увидит наноэдьюкатор, — передается монитор компьютера. В отличие от простого оптического микроскопа, комплекс позволяет визуализировать полученные результаты исследований, обрабатывать их и хранить.
Установка была получена в рамках федерального проекта «Образование».

## Выпускники
По окончании обучения в лицее подавляющее большинство выпускников лицея способны поступить в ведущие вузы России, в том числе МИЭТ, РХТУ им. Менделеева, МГУ, НИУ ВШЭ, СПбГУ, МГИМО, МФТИ, МГТУ им. Баумана, РУДН, РГГУ, РЭУ им. Плеханова, ВАВТ, РНИМУ им. Н. И. Пирогова, РАНХиГС, Финансовый университет при Правительстве РФ и другие престижные высшие учебные заведения.

## Награда «Выпускник года»
Награда «Выпускник года» традиционно ежегодно присуждается лицеисту, закончившему в год присуждения 11-й класс. Вручение награды происходит во время официальной церемонии вручения выпускникам их аттестатов во время выпускного вечера. Учащиеся лицея могут лишь догадываться о том, кто же станет награждённым, поскольку решение принимается лишь общим совещанием педагогического состава лицея.
Как показывает статистика, эта награда присуждается за достижения в области изучаемых предметов и за активное участие и успехи в олимпиадном движении.

## Достижения лицея
За годы своей работы коллектив лицея № 14 неоднократно награждался благодарственными письмами и Почетными грамотами городского управления образования, областного управления образования, мэрии г. Тамбова, администрации г. Тамбова, Тамбовской городской думы, администрации Тамбовской области, Тамбовской областной думы, Министерства образования Российской Федерации.
По итогам участия в конкурсе «Лучшие школы России» в 2004 и 2005 годах отмечен грамотами и признан победителем в двух отдельных номинациях (школьных сайтов и компьютерных презентаций). В 2006 году лицей стал победителем конкурса общеобразовательных учреждений, внедряющих инновационные образовательные программы и получил грант в размере одного миллиона рублей, пять учителей получили гранты по 100 000 рублей.
В 2005, 2009 и 2023 гг. лицей становился победителем областного конкурса в рамках приоритетного национального проекта «Образование».
- 2005 год — победа в региональном конкурсе «Лучшая школа Тамбовщины — 2005»;
- 2009 год — победа в региональном конкурсе «Лучшая школа Тамбовщины — 2009»;
- 2013 год — девятое место в списке 25 лучших школ России по показателям ЕГЭ, Всероссийских и международных олимпиад[10];
- 2014 год — пятнадцатое место в списке 25 лучших школ России по показателям ЕГЭ, Всероссийских и международных олимпиад.